# 骷髏少女
《骷髏少女》是一款由Reverge Labs開發，Marvelous和Autumn Games發行的2D格鬥遊戲。遊戲透過PlayStation Network及Xbox Live Arcade在北美、歐洲和澳洲發售。2013年2月，日本遊戲公司CyberFront取得授權，透過PlayStation Network發行該遊戲的日文版。同年8月，由Lab Zero Games，Autumn Games和Marvelous協作發行的Windows版上市。2015年，M2發行了日文NESiCAxLive街機版。2017年5月，由隱藏變量工作室（Hidden Variable Studios）開發、並由LINE發行的Android版和iOS版問世。
在《骷髏少女》中，玩家各自操控一個、兩個或三個角色與對方戰鬥，在時間用盡之前將對方的生命值消耗殆盡，或是保有比對方更多的生命值便可以取得勝利。遊戲的設定圍繞著「骷髏之心」展開，這是一件為女性實現願望的寶物，如果一個有不純潔靈魂的人向骷髏之心許願，她就會變成被稱為「骷髏少女」的怪物。《骷髏少女》獲得了不少正面的評價，特別是動畫和遊戲機制受到好評，但也有評論家批評了它的多人遊戲功能，並認為其可玩角色數量過少。
在發布後，該遊戲的開發過程可謂一波三折。2012年5月，發行商Autumn Games受到一系列與《Def Jam Rapstar》有關的詐欺指控，這些官司讓Autumn Games面臨資金短缺的危機，進而使得Reverge Labs與Autumn Games解除合作關係，在透過群眾募資的方式籌得資金後，遊戲的開發工作得以繼續進行。2015年，遊戲移植到PlayStation 4和PlayStation Vita和Xbox One上，並以《骷髏少女：二度返場》為名推出。

## 遊戲機制
《骷髏少女》的遊戲引擎和風格有意模仿《漫威對卡普空2：英雄們的新世紀》，包括團體對戰、角色助攻、反彈和連擊等遊戲機制。一個類似於《卡普空對SNK2：千年之印2001》的機制是，遊戲允許人數不同的隊伍進行對戰，每個玩家最多可以讓三名角色組成隊伍，即使隊伍人數不同，系統也會將雙方隊伍的能力值進行調整，達到平衡。單名角色組成的隊伍具有較高的生命值，多名角色組成的隊伍則有讓其他角色助攻的能力。玩家還可以自行設定助攻的方式。
遊戲包含故事模式、街機模式、對戰博士、練習模式、教學模式和使用GGPO為中介的線上對戰模式。遊戲有一些解決系統或平衡問題的功能，例如檢測無限段的功能。如果系統檢測到玩家的招式構成了無限段，對方玩家可以透過按下任何按鍵來擺脫無限段；此外，遊戲還有阻止「無法阻擋的攻擊」的設計，例如當玩家同時按下向低處和高處攻擊的按鈕時，就會產生對手幾乎擋不下的攻擊，為了解決這個狀況，系統會在成功擋下任何攻擊後給角色一個短暫無敵時間。
《骷髏少女：返場》發布時，對遊戲內的數據和機制進行了調整，包括使角色更加平衡、加速遊戲進行的節奏、線上訓練模式和一個防止過長連擊又不妨害玩家發揮的的暈眩設計。還增加了新的單機模式，稱為「骷髏少女打字版」，這種模式的靈感是受到《死亡鬼屋打字版》等遊戲的啟發。在打字版模式中，隊伍會自動蓄能，所有的攻擊造成的傷害都變得微乎其微，在施放技能後，畫面上會出現一些單字或短句，系統會依據玩家輸入的準確性造成不同的傷害。遊戲的故事模式有全語音，支援包含PlayStation在內的多個平台。在《骷髏少女：二度返場》中引入多種新模式，挑戰模式讓玩家可以在各種特殊條件下與對手對戰；考驗模式中，玩家的連擊必須符合指定標準才能通關；而在生存模式裡，永無止盡的對手將接連襲來。《骷髏少女》行動版包括了類似角色扮演遊戲的模式和卡牌構築的要素。

## 設定
《骷髏少女》的故事背景發生在虛構的蒼穹王國（Canopy Kingdom），這個國家的風格類似1940年代的美國，在這個飽受戰爭蹂躪的腐敗世界裡，有些人和組織在尋找著一種被稱為「骷髏之心」的寶物，每七年一次，骷髏之心會實現一名女性的一個願望，但如果這個女人的心靈不夠純潔，她的願望將會被摧毀，她也會被變成被稱為骷髏少女的怪物。數以百計的人尋找著骷髏之心，但沒有一個人受到它的承認，全被詛咒變成了骷髏少女。
在三個國家之間的大戰結束後七年，最新的一名骷髏少女瑪麗（Marie）現身並對蒼穹王國產生威脅。玩家將在遊戲中透過不同的可玩角色的視角，描述她們追求骷髏之心的旅程。

### 角色
《骷髏少女》最初的版本裡有八個可玩角色，分別是菲莉亞（Filia）、賽瑞貝拉（Cerebella）、孔雀（Peacock）、 帕拉索（Parasoul）、幸運貓女（Ms. Fortune）、痛苦轉輪（Painwheel）、瓦倫汀（Valentine）和雙形（Double），當遊戲於眾籌網站Indiegogo的眾籌活動結束後，又開放了五名角色供玩家下載，分別為絲魁莉（Squigly）、大樂隊（Big Band）、伊麗莎（Eliza）、貝武夫（Beowolf）和幸運機器（Robo-Fortune）。2014年4月1日，一個被設定為菲莉亞的複製人，名為複可亞（Fukua）的角色被新增到遊戲中。這個角色原本是設計成愚人節特別角色，但後來因為受到愛好者的支持被保留了下來。2020年，手機版新增角色安妮（Annie），電腦版已在2021年跟進。2021年，電腦版的搶先體驗版本（Alpha版)推出新角色Umbrella

## 開發
《骷髏少女》的原始設定是插畫家亞歷克斯·阿哈德（Alex Ahad，網名o_8）就讀高中時期的一些角色設計草案，升上大學後，阿哈德有了將這些角色放進格鬥遊戲裡的構想。格鬥遊戲愛好者麥克·扎蒙（Mike Zaimont，網名Mike Z）在業餘時間致力於設計一款格鬥遊戲引擎，在阿哈德與他結識後，他的構思成為現實。他們的企劃始於2008年，2009年開始開發遊戲引擎和前期製作。阿哈德與扎蒙帶著《骷髏少女》跑了許多公司提案合作，終於在2010年與成立不久的獨立遊戲開發商Reverge Labs合作。後來他們和發行商Autumn Games簽約，在2011年的E3遊戲展上，日本電子遊戲開發商科樂美宣布將協助他們發行遊戲。
在這之後，《骷髏少女》的製作團隊陸續推出新的角色、配音檔和不同配色的造型。然而Autumn Games卻在不久後受到一系列與《Def Jam Rapstar》有關的訴訟，這些官司讓Autumn Games面臨資金短缺的危機。在2012年6月，Reverge Labs與Autumn Games的合約到期之後，它們就沒有再續約或簽訂新約。之後團隊繼續開發遊戲的PC版本，並增加新的可下載內容，這時的團隊被稱為「Lab Zero Games」。持有遊戲IP的Autumn Games表示將會支持並繼續與Lab Zero Games合作，提供完成《骷髏少女》所需的相關協助。
在2013年1月至2月間，格鬥遊戲網站昇龍拳舉辦了一場慈善活動，目的是決定哪些遊戲可以被列為2013年進化冠軍錦標賽的決賽比賽項目之一，該活動的收益全數捐贈至乳癌研究基金會。《骷髏少女》玩家社群最終募得78000美金，雖然落選，但也只次於第一名、募得94000美金的《任天堂明星大亂鬥DX》。而該年度錦標賽的主辦方也認同參與者在募款活動中的辛勞，因此昇龍拳宣布主辦方將會以獎金和展覽的形式贊助該遊戲舉辦會外賽。

## 原聲帶
《骷髏少女原聲帶》內包含了由山根實知琉、Vincent Diamante、Blaine McGurty和Brenton Kossak創作的28首原創音樂，在2012年4月24日於iTunes上發售。在遊戲眾籌階段贊助10美金以上的人可以得到原聲帶的數位板，而超過150美金的人可以獨家獲得原聲帶的實體CD。
2011年4月20日，Reverge Labs官方宣布他們和以為科樂美旗下的《惡魔城》系列配樂而聞名的作曲家山根實知琉合作，Reverge Labs的CEO理查·威考夫（Richard Wyckoff）表示，開發人員之所以找上山根，是因為他們在遊戲裡「運用了讓人印象深刻的哥德風格，並將它和爵士樂、搖滾樂一起完美地融入了《骷髏少女》的黑暗裝飾風藝術之中」，在山根實知琉按照Reverge Labs的要求譜寫爵士樂時，她嘗試用不同的聲音和節奏演奏，因此風格與《惡魔城》中的配樂大相逕庭。

## 發行
《骷髏少女》於2012年4月10日在PlayStation Network北美區上架，隔日在Xbox Live Arcade上架。2012年5月2日，遊戲在PlayStation Network的歐洲和澳洲區上架。在日本，該遊戲由CyberFront負責發布，於2013年2月14日在PlayStation Network上架，M2發行了日文NESiCAxLive街機版。2013年7月4日，《骷髏少女》的Microsoft Windows版開始進行公測，同年8月22日，Marvelous發布了官方的正式版本。
2014年2月11日，《骷髏少女：返場》在PlayStation Network的北美區發行，同年3月19日在歐洲推出。Xbox Live Arcade上的《骷髏少女》在2014年4月22日開放《返場》更新版。2014年7月10日，Lab Zero Games宣布《骷髏少女：返場》的PlayStation 4版和PlayStation Vita版將會在該年年底釋出，但後來延期到2015年，並以《骷髏少女：二度返場》為名發行。2015年7月7日，《骷髏少女：二度返場》 的PlayStation 4版上市。Android版和iOS版由隱藏變量工作室開發、由Line發行，在2017年5月25日於北美、南美、歐洲、紐澳和菲律賓問世。Limited Run Games則在2016年10月底發行了《骷髏少女：二度返場》的限量實體版，內含遊戲光碟、全彩說明書和特製的音檔。
在2018年的Anime Expo期間，Lab Zero Games表示正在製作《骷髏少女：二度返場》的任天堂Switch版本。

## 迴響

### 專業評價
依匯總媒體Metacritic的資訊，《骷髏少女》獲得了多數的正面評價。
一些評論對遊戲的動畫和表現方式十分讚揚，IGN的Ryan Clements認為遊戲中使用了一些前所未見且十分優秀的手繪角色精靈圖，他不但對美術風格讚譽有加，還將該遊戲列入編輯精選獎裡。GamesRadar的John Learned也大加讚揚其裝飾風藝術，並指出這些美術設計對可玩角色和背景產生了畫龍點睛之效。然而，一些評論家指責該遊戲的藝術風格過度性化了所有的女性角色，並譴責內容含有性別歧視。《Game Informer》的Dan Ryckert認為《骷髏少女》的動畫縱然精美，但有些動作太不成熟且沒有必要，他也對過份注重肢解和戀物癖風格服裝的美術風格感到失望。
作品在遊戲機制和玩法上獲得不少好評。GameSpot的Maxwell McGee指出系統根據玩家的隊伍人數來調整角色強度、進而令隊伍變得更重視數值強度或多功能性的設計，有助於使遊玩技術不同的玩家都能更快上手。1UP.com的Neidel Crisan認為遊戲在基本教學和解說格鬥遊戲觀念方面設計得很好G4的Daniel Maniago認為在玩家可自行設定助攻方式、防無限段系統和連線功能方面做得很好，並讚揚Reverge Labs在開發過程中參考了格鬥遊戲玩家社群的意見。
在負面評價方面，IGN的Ryan Clements認為遊戲模式種類過少、欠缺內建的招式列表，AI的行動模式太過好鬥。GameTrailers認為可選的角色過少，使得組隊的變化十分有限。Eurogamer的Simon Parkin認為連線對戰有幾個缺點，例如沒有觀戰模式和重播功能Joystiq的Jordan Mallory譴責遊戲的美術風格過於性化、角色招式原創性不足，認為遊戲愚蠢而且幼稚，他認為製作方倘若再多花一年仔細琢磨，成品會更加傑出。
IGN、1UP和E3官方的遊戲評審獎都把《骷髏少女》提名為最佳格鬥遊戲。在第40屆的安妮獎中，該遊戲被提名為2012年最佳動畫電子遊戲之一。遊戲還在2013年被金氏世界紀錄玩家版認證為單角色圖像最多的電子遊戲，遊戲為最初八名可玩角色製作了高達11515張圖像，平均每個角色有1439張。2017年，《骷髏少女：二度返場》被Game Informer選為「當代最被低估的十大遊戲」。

### 銷量
《骷髏少女》在十天之內獲得合計超過5萬份的銷量，成為當時Xbox Live Arcade上銷量最高的遊戲 ，而在2012年4月也成了PlayStation Network第三暢銷的遊戲。遊戲在日本也有類似表現，在首周成為PlayStation Network裡最暢銷的可下載PS3遊戲。根據Lab Zero Games的CEO彼得·巴賽洛的說法，在《骷髏少女》發售後兩周，日本的電子遊戲公司CyberFront就預期該遊戲的銷量會長紅不衰。2017年9月4日，Zaimont表示《骷髏少女》在Steam上的銷量達到了一百萬份。

## 附註
註釋
1. ↑  原始版本的開發商是Lab Zero Games，街機版開發商為M2，Android版和iOS版由隱藏變量工作室移植並由Line發行。
2. ↑  在格鬥遊戲領域裡的「無限段」，通常是指只要玩家反覆輸入特定指令，就可以讓角色接連出招，導致對方角色完全無法反擊的情況，這種狀況會使遊戲嚴重失去平衡。

參考來源
1. ↑  Walker, Ian. . Shoryuken. 2015-08-06  [2017-06-24]. （原始内容存档于2015-08-08）.
2. 1 2  Bradford, Matt. . GamesRadar. 2012-04-02  [2012-04-02]. （原始内容存档于2014-03-06）.
3. 1 2  Co, Franz. . Shoryuken. 2012-04-25  [2012-04-25]. （原始内容存档于2015-11-22）.
4. 1 2  Mallory, Jordan. . Joystiq. 2013-07-12  [2013-07-12]. （原始内容存档于2013-07-13）.
5. ↑  Williams, Katie. . IGN. 2014-02-08  [2014-02-11]. （原始内容存档于2015-11-30）.
6. 1 2  Walker, Ian. . Shoryuken. 2014-03-19  [2014-03-19]. （原始内容存档于2015-11-17）.
7. 1 2  Walker, Ian. . Shoryuken. 2014-04-22  [2014-04-25]. （原始内容存档于2015-11-17）.
8. ↑  Pitcher, Jenna. . IGN. 2015-07-01  [2015-07-01]. （原始内容存档于2015-07-08）.
9. 1 2 3  Bartholow, Peter. . PlayStation Blog. 2011-10-27  [2011-10-27]. （原始内容存档于2015-11-27）.
10. 1 2 3  Red Rick Dias. . Shoryuken. 2012-04-09  [2012-04-09]. （原始内容存档于2015-11-27）.
11. ↑  Hinkle, David. . Joystiq. 2011-03-14  [2011-03-14]. （原始内容存档于2011-03-19）.
12. ↑  . IGN. 2011-04-06  [2011-04-06]. （原始内容存档于2015-12-02）.
13. ↑  Gallegos, Anthony. . IGN. 2011-03-01  [2011-03-01]. （原始内容存档于2015-12-02）.
14. ↑  Bartholow, Peter. . Lab Zero Games. 2014-02-07  [2014-02-20]. （原始内容存档于2015-11-27）.
15. 1 2  Bartholow, Peter. . PlayStation Blog. 2014-02-10  [2014-02-11]. （原始内容存档于2015-11-26）.
16. 1 2 3  Schulenberg, Thomas. . Joystiq. 2013-12-22  [2014-02-20]. （原始内容存档于2015-01-31）.
17. ↑  Bartholow, Peter. . Lab Zero Games. 2015-04-29  [2015-04-29]. （原始内容存档于2016-01-19）.
18. 1 2  McWhertor, Michael. . Polygon. 2016-07-02  [2016-07-02]. （原始内容存档于2020-11-08）.
19. ↑  Holmes, Jonathan. . Destructoid. 2016-07-02  [2016-07-02]. （原始内容存档于2020-11-08）.
20. 1 2 3  Bartholow, Peter. . PlayStation Blog. 2011-03-03  [2011-03-03]. （原始内容存档于2015-11-22）.
21. 1 2  . Lab Zero Games.   [2013-06-02]. （原始内容存档于2015-11-22）.
22. ↑  Mallory, Jordan. . Joystiq. 2013-02-26  [2013-02-26]. （原始内容存档于2015-01-31）.
23. ↑  McWhertor, Michael. . Polygon. 2013-03-13  [2013-03-26]. （原始内容存档于2015-11-22）.
24. ↑  Hillier, Brenna. . VG247. 2013-04-29  [2013-04-29]. （原始内容存档于2015-11-22）.
25. ↑  Mallory, Jordan. . Joystiq. 2013-05-17  [2013-05-17]. （原始内容存档于2015-01-31）.
26. ↑  Kubba, Sinan. . Joystiq. 2013-03-28  [2013-03-28]. （原始内容存档于2015-01-31）.
27. ↑  Walker, Ian. . Shoryuken. 2013-03-27  [2013-03-27]. （原始内容存档于2015-11-22）.
28. ↑  Corriea, Alexa Ray. . Polygon. 2014-04-01  [2014-07-02]. （原始内容存档于2015-11-22）.
29. ↑  Walker, Ian. . Shoryuken. 2014-04-08  [2014-04-14]. （原始内容存档于2015-11-22）.
30. ↑  Romano, Sal. . Gematsu. 2020-08-14  [2020-08-14]. （原始内容存档于2021-03-01）.
31. ↑  Bolding, Jonathan. . PC Gamer. 2021-05-09  [2021-09-05]. （原始内容存档于2021-09-05） （美国英语）.
32. 1 2 3  Ohanesian, Liz. . LA Weekly. 2011-07-05  [2011-07-05]. （原始内容存档于2013-10-29）.
33. ↑  . Game Art HQ. 2012-04-04  [2012-04-04]. （原始内容存档于2015-11-27）.
34. ↑  Scanlon, Drew. . Giant Bomb. 2011-03-03  [2011-03-03]. （原始内容存档于2015-09-24）.
35. ↑  Green, Ryan. . TotalPlayStation. 2011-08-15  [2011-08-15]. （原始内容存档于2015-11-22）.
36. ↑  . Lab Zero Games.   [2013-07-19]. （原始内容存档于2015-11-22）.
37. ↑  Bartholow, Peter. . Reverge Labs. 2011-06-02  [2011-06-02]. （原始内容存档于2015-11-22）.
38. ↑  Klepek, Patrick. . Giant Bomb. 2013-02-27  [2013-02-27]. （原始内容存档于2015-05-14）.
39. ↑  Hockenson, Lauren. . Mashable. 2013-03-15  [2013-03-15]. （原始内容存档于2015-11-22）.
40. ↑  Sliwinski, Alexander. . Joystiq. 2012-05-24  [2012-05-24]. （原始内容存档于2015-02-14）.
41. ↑  Santangelo, Nick. . XBLA Fans. 2013-01-11  [2013-01-11]. （原始内容存档于2015-11-22）.
42. 1 2  Hillier, Brenna. . VG247. 2012-11-20  [2012-11-20]. （原始内容存档于2015-11-22）.
43. ↑  inkblot. . Shoryuken. 2013-01-08  [2013-01-08]. （原始内容存档于2015-11-27）.
44. ↑  inkblot. . Shoryuken. 2013-02-01  [2013-02-01]. （原始内容存档于2016-01-30）.
45. ↑  Mallory, Jordan. . Joystiq. 2013-02-01  [2013-02-01]. （原始内容存档于2015-03-08）.
46. ↑  inkblot. . Shoryuken. 2013-02-04  [2013-02-04]. （原始内容存档于2015-11-23）.
47. 1 2 3  . IGN. 2011-04-20  [2011-04-20]. （原始内容存档于2015-11-28）.
48. ↑  Kayser, Daniel. . GameTrailers. 2012-04-25  [2012-04-25].
49. 1 2  Bartholow, Peter. . Indiegogo. 2013-02-25  [2013-02-25]. （原始内容存档于2021-05-20）.
50. ↑  Fletcher, JC. . Joystiq. accessdate=April 21, 2011  [2011-04-21]. （原始内容存档于2016-05-30）.
51. ↑  Yip, Spencer. . Siliconera. 2013-02-05  [2013-02-05]. （原始内容存档于2015-11-17）.
52. ↑  Walker, Ian. . Shoryuken. 2013-05-20  [2013-05-24]. （原始内容存档于2015-11-17）.
53. ↑  Walker, Ian. . Shoryuken. 2013-07-04  [2013-07-04]. （原始内容存档于2015-11-17）.
54. ↑  Hinkle, David. . Joystiq. 2012-05-02  [2013-03-26]. （原始内容存档于2015-01-31）.
55. ↑  Bartholow, Peter. . PlayStation Blog. 2014-07-10  [2014-07-12]. （原始内容存档于2014-07-14）.
56. ↑  Bartholow, Peter. . PlayStation Blog. 2015-04-15  [2015-04-20]. （原始内容存档于2015-04-27）.
57. ↑  Blake, Vikki. . IGN. 2014-10-01  [2015-04-29]. （原始内容存档于2020-11-11）.
58. ↑  Hansen, Steven. . Destructoid. 2015-07-07  [2015-07-08]. （原始内容存档于2015-09-05）.
59. ↑  . Siliconera. 2017-05-09  [2017-05-09]. （原始内容存档于2019-01-15）.
60. ↑  Romano, Sal. . Gematsu. 2016-10-29  [2016-10-30]. （原始内容存档于2021-02-25）.
61. ↑  McFerran, Damien. . Nintendo Life. 2018-07-06  [2018-07-07]. （原始内容存档于2021-02-24）.
62. 1 2  . Metacritic. 2012-04-11  [2012-04-11]. （原始内容存档于2015-12-14）.
63. 1 2  . Metacritic. 2012-04-11  [2012-04-11]. （原始内容存档于2015-09-08）.
64. ↑  . Metacritic. 2013-08-22  [2013-08-22]. （原始内容存档于2016-01-24）.
65. 1 2  Crisan, Neidel. . 1UP. 2012-04-12  [2012-04-12]. （原始内容存档于2016-01-31）.
66. 1 2  Parkin, Simon. . Eurogamer. 2012-04-20  [2012-04-20]. （原始内容存档于2015-11-22）.
67. 1 2  Maniago, Daniel. . G4. 2012-04-13  [2012-04-13]. （原始内容存档于2015-11-17）.
68. 1 2 3  Ryckert, Dan. . Game Informer. 2012-04-09  [2012-04-09]. （原始内容存档于2015-12-13）.
69. 1 2  Learned, John. . GamesRadar. 2012-04-13  [2012-04-13]. （原始内容存档于2015-11-17）.
70. 1 2  McGee, Maxwell. . GameSpot. 2012-04-11  [2012-04-11]. （原始内容存档于2019-05-25）.
71. 1 2  . GameTrailers. 2012-04-10  [2012-04-10]. （原始内容存档于2019-01-26）.
72. 1 2 3  Clements, Ryan. . IGN. 2012-04-09  [2012-04-09]. （原始内容存档于2015-09-15）.
73. 1 2 3  Mallory, Jordan. . Joystiq. 2012-04-13  [2012-04-13]. （原始内容存档于2015-02-01）.
74. ↑  Yin-Poole, Wesley. . Eurogamer. 2011-12-07  [2011-12-07]. （原始内容存档于2015-11-22）.
75. ↑  . IGN. 2011-06-06  [2011-06-06]. （原始内容存档于2015-10-07）.
76. ↑  . 1UP. 2011-06-10  [2011-06-10]. （原始内容存档于2016-01-31）.
77. ↑  . Game Critics Awards. 2011-06-19  [2011-06-19]. （原始内容存档于2012-04-22）.
78. ↑  Busis, Hillary. . Entertainment Weekly. 2012-12-03  [2012-12-03]. （原始内容存档于2017-05-18）.
79. ↑  Guzman, René A. . My San Antonio. 2013-01-11  [2014-07-02]. （原始内容存档于2015-11-23）.
80. ↑  Leendertsen, Jordan. . Game Informer. 2017-02-19  [2017-02-19]. （原始内容存档于2021-01-25）.
81. ↑  Hillier, Brenna. . VG247. 2012-04-27  [2012-04-27]. （原始内容存档于2015-11-17）.
82. ↑  . Reverge Labs. 2012-04-13  [2012-04-13]. （原始内容存档于2016-01-31）.
83. ↑  Haro, Morgan. . PlayStation Blog. 2012-05-15  [2012-05-15]. （原始内容存档于2015-11-17）.
84. ↑  D'Argenio, Angelo. . Shoryuken. 2013-02-21  [2013-02-21]. （原始内容存档于2015-11-18）.
85. ↑  Hillier, Brenna. . VG247. 2013-03-08  [2013-03-08]. （原始内容存档于2015-11-17）.
86. ↑  Lanier, Corey. . Shoryuken. 2017-09-04  [2017-09-05]. （原始内容存档于2021-02-27）.

## 外部連結
- 官方网站